# Sergo K'ukhianidze
Sergo K'ukhianidze (in georgiano სერგო კუხიანიძე?; 23 aprile 1999) è un calciatore georgiano, attaccante del Marsaxlokk.

## Carriera

### Club
Cresciuto nel settore giovanile della T'orp'edo Kutaisi, ha esordito in prima squadra il 13 maggio 2017 disputando l'incontro di Erovnuli Liga vinto 0-3 contro il K'olkheti-1913 Poti.

### Nazionale
Il 6 giugno 2021 ha esordito con la nazionale georgiana giocando l'amichevole persa 3-0 contro i Paesi Bassi.

## Statistiche

### Cronologia presenze e reti in nazionale
| Cronologia completa delle presenze e delle reti in nazionale ― Georgia | Cronologia completa delle presenze e delle reti in nazionale ― Georgia | Cronologia completa delle presenze e delle reti in nazionale ― Georgia | Cronologia completa delle presenze e delle reti in nazionale ― Georgia | Cronologia completa delle presenze e delle reti in nazionale ― Georgia | Cronologia completa delle presenze e delle reti in nazionale ― Georgia | Cronologia completa delle presenze e delle reti in nazionale ― Georgia | Cronologia completa delle presenze e delle reti in nazionale ― Georgia |
| Data                                                                   | Città                                                                  | In casa                                                                | Risultato                                                              | Ospiti                                                                 | Competizione                                                           | Reti                                                                   | Note                                                                   |
| ---------------------------------------------------------------------- | ---------------------------------------------------------------------- | ---------------------------------------------------------------------- | ---------------------------------------------------------------------- | ---------------------------------------------------------------------- | ---------------------------------------------------------------------- | ---------------------------------------------------------------------- | ---------------------------------------------------------------------- |
| 6-6-2021                                                               | Enschede                                                               | Paesi Bassi                                                            | 3 – 0                                                                  | Georgia                                                                | Amichevole                                                             | -                                                                      | 88’                                                                    |
| Totale                                                                 |                                                                        | Presenze                                                               | 1                                                                      |                                                                        | Reti                                                                   | 0                                                                      |                                                                        |

## Palmarès

### Club

#### Competizioni nazionali
- Campionato georgiano: 1

T'orp'edo Kutaisi: 2017